# Music of the United States of America
 Music of the United States of America ist eine Editionsreihe mit Musik aus den Vereinigten Staaten von Amerika, die seit Mitte der 1990er Jahre erscheint. Ihr erster Band waren die Music for Small Orchestra (1926) und die Suite No. 2 for Four Strings and Piano (1929) von Ruth Crawford. Derzeitiger Editor-in-chief ist Richard Crawford, Executive Editor ist  Dorothea Gail. Die Reihe bildet ein Set innerhalb der Reihe Recent Researches in American Music.

## Inhaltsübersicht
- 1. Ruth Crawford. Music for Small Orchestra (1926); Suite No. 2 for Four Strings and Piano (1929)
- 2. Irving Berlin. Early Songs, 1907–1914
- 3. Amy Beach. Quartet for Strings (in One Movement), Opus 89
- 4. Daniel Read. Collected Works
- 5. Will Marion Cook et al. The Music and Scripts of In Dahomey
- 6. Timothy Swan. Psalmody and Secular Songs
- 7. Edward Harrigan and David Braham. Collected Songs
- 8. Lou Harrison. Selected Keyboard and Chamber Music, 1937–1994
- 9. Harry Partch. Barstow: Eight Hitchkiker Inscriptions from a Highway Railing at Barstow, California [1968 Version]
- 10. Thomas „Fats“ Waller. Performances in Transcription, 1927–1943
- 11. Writing American Indian Music: Historic Transcriptions, Notations, and Arrangements
- 12. Charles Ives. 129 Songs
- 13. Leo Ornstein. Quintette for Piano and Strings, Op. 92
- 14. Dudley Buck. American Victorian Choral Music
- 15. Earl “Fatha” Hines. Selected Piano Solos, 1928–1941
- 16. Michael, David Moritz. Complete Wind Chamber Music
- 17. Charles Hommann. Surviving Orchestral Music
- 18. Virgil Thomson and Gertrude Stein. Four Saints in Three Acts
- 19. Florence Price. Symphonies nos. 1 and 3
- 20. Songs from „A New Circle of Voices“: The Sixteenth Annual Pow-wow at UCLA
- 21. John Philip Sousa. Six Marches
- 22. The Ingalls Wilder Family Songbook
- 23. George F. Bristow. Symphony no. 2 in D Minor (Jullien)
- 24. Sam Morgan’s Jazz Band: Complete Recorded Works in Transcription
- 25. Mary Lou Williams. Selected Works for Big Band